# Tiszafafélék
A tiszafafélék (Taxaceae) a tűlevelűek (Pinopsida) osztályába tartozó fenyőalakúak (Pinales) rendjének egy családja.
A hagyományos rendszertan szerint a nyitvatermők törzsének (Gymnospermatophyta) egyik osztálya, Soó Rezső pedig a tűlevelűek osztályának (Coniferopsida) egy rendjének (Taxales) tekintette. Mások a faszerkezet, a levélszerkezet, és elsősorban a jelentős virágszerkezeti különbségek (a magános magkezdemény) miatt osztály rangra emelték Taxopsida néven. Molekuláris kladisztikai, anatómiai, kemotaxonómiai, mikromorfológiai és embriológiai kutatások alapján nem igazolt külön osztályként vagy rendként kezelni, mivel a magányos magkezdemény csupán a toboz erőteljes redukciójának a következménye; jelenleg családnak tekintik. A 2000-es években ebbe a családba olvasztották legközelebbi rokonaikat, az áltiszafaféléket (Cephalotaxaceae).
Mivel a páfrányfenyők (Ginkgophyta) magkezdeményének alakulása hasonló a Taxaleshez, egyes német tudósok a múlt században két, közös tőből származó osztálynak tekintve közös altörzsbe vonták őket, ám az újabb, genetikai bizonyítékok alapján ezt az elképzelést el kellett vetni.
Magyarországon a családot a tiszafa (Taxus baccata) képviseli.

## Származásuk, elterjedésük
Valószínűleg a fenyők, azon belül is az ősfenyők (Voltziales) leszármazottai, bár egyes kutatók szerint a nyitvatermő ősfák osztályából (Cordaitopsida) is levezethetők lennének – erre utal a közvetlen stachyospermia és az, hogy a makrosporofillumok teljesen magkezdeménnyé alakultak. Porzóik nehezen vezethetők le a fenyők két pollenzsákos barkáiból, de egyes ősfenyőkön fedeztek fel hasonló típust.
Legősibb alakjaik a kora triászban jelentek meg; az első valóban biztos maradványt a késő kréta korból ismerjük. Ezeket az ősi tiszafákat Paleotaxus néven foglalják össze.

## Megjelenésük, felépítésük
A termős virágzat korai alakja tobozszerű; erősen emlékeztet a fenyők fiatal tobozára. A tiszafák makrosporofilluma elcsökevényesedett, és csak egy később beérő húsos magköpeny jelzi. A porzós virágzat kis gomoly, a porzók pajzs alakúak.
Különlegességük, hogy nincsen magvas tobozuk; a magkezdemények magánosan fejlődnek a virágzó hajtásokon. A kemény magot egy később beérő húsos magköpeny, az ún. arillus fedi, ami a hajtástengely kinövése. Porzós tobozaikat 6-14 porzólevél alkotja. Egyéb tulajdonságaikban a többi fenyőre emlékeztetnek, bár fatestükből hiányoznak a leveleikben viszont meglévő gyantajáratok. Jellegzetességük még az arillus kivételével minden szervből kimutatható, erősen toxikus taxol alkaloid.